# Boglárka-rokonúak
A boglárka-rokonúak (Polyommatini) a lepkék (Lepidoptera) rendjében, ezen belül a valódi lepkék (Glossata) alrendjébe tartozó boglárkalepkefélék (Lycaenidae) családjának legnépesebb nemzetsége mintegy 120 nemmel.

## Rendszertani helyük, felosztásuk
A nemek felsorolásában a Magyarországon legismertebb fajokat is feltüntetjük:
- Actizera
- Acytolepis
- Agrodiaetus
  - barnabundás boglárka (bundásboglárka, Polyommatus admetus) — Magyarországon védett
  - csíkos boglárka (Agrodiaetus damon) — Magyarországon fokozottan védett!
  - bronzfényű sokpöttyös boglárka (Agrodiaetus ripartii)
- Aricia
  - szerecsenboglárka (Aricia agestis Denis & Schiffermüller, 1775)
  - bükki boglárka (Aricia artaxerxes issekutzi Balogh, 1956)
  - gólyaorr-boglárka (Aricia eumedon Esper, 1780)
- Azanus
- Bothrinia
- Brephidium
- Cacyreus
- Caerulea
- Caleta
- Callenya
- Callictita
- Castalius
- Catochrysops
- Catopyrops
- Cebrella
- Celastrina
  - bengeboglárka (Celastrina argiolus L., 1758)
- Celatoxia
- Chilades
- Cupido
  - palakék ékesboglárka (Cupido alcetas Hoffmannsegg, 1804)
  - ékes boglárka (Cupido argiades, Pallas, 1771)
  - fakó boglárka (Cupido decolorata Staudinger, 1886)
  - törpeboglárka (Cupido minimus Fuessly, 1775)
  - hegyi törpeboglárka (Cupido osiris Meigen, 1829)
- Cupidopsis
- Cyclargus
- Cyclyrius
- Danis
- Discolampa
- Echinargus
- Eicochrysops
- Eldoradina
- Elkalyce
- Epimastidia
- Erysichton
- Euchrysops
- Euphilotes
- Famegana
- Freyeria
- Glaucopsyche
  - nagyszemes boglárka (Glaucopsyche alexis Poda, 1761)
- Harpendyreus
- Hemiargus
- Iolana
  - magyar boglárka vagy magyar óriásboglárka (Iolana iolas Ochsenheimer, 1816)
- Ionolyce
- Itylos
- Jameela
- Jamides
- Lampides
  - farkos boglárka (Lampides boeticus L., 1767)
- Lepidochrysops
- Leptotes
  - keleti boglárka (Leptotes pirithous L., 1767)
- Lestranicus
- Lycaenopsis
- Madeleinea
- Megisba
- Micropsyche
- Monodontides
- Nabokovia
- Nacaduba
- Neolucia
- Neolysandra
- Neopithecops
- Notarthrinus
- Nothodanis
- Oboronia
- Orachrysops
- Oraidium
- Oreolyce
- Orthomiella
- Otnjukovia
- Palaeophilotes
- Paraduba
- Parachilades
- Paralycaeides
- Parelodina
- Perpheres
- Petrelaea
- Phengaris (Maculinea)
  - nagyfoltú hangyaboglárka (türkiz-hangyaboglárka, Maculinea arion L., 1758)
  - szürkés hangyaboglárka (Maculinea alcon Denis & Schiffermüller, 1775)
  - nagypettyes boglárka (Maculinea arion, Phengaris arion, Glaucopsyche arion L., 1758)
  - azúrkék hangyaboglárka (Maculinea arion ligurica Wagner, 1904))
  - zanótboglárka (Maculinea nausithous Bergsträsser, 1779)
  - kispettyes boglárka (vérfű-hangyaboglárka, Maculinea teleius Bergsträsser, 1779)
- Philotes
- Philotiella
- Phlyaria
- Pistoria
- Pithecops
- Plautella
- Plebejus (Albulina)
  - ezüstös boglárka (Plebeius argus L., 1758)
  - csillogó boglárka (Plebeius argyrognomon Bergsträsser, 1779)
  - északi boglárka (Plebeius idas L., 1758)
  - áfonyaboglárka (Albulina optilete, Vacciniina optilete Knoch, 1781)
  - fóti boglárka (fóti boglárkalepke, Plebeius sephirus Frivaldszky, 1835) — Magyarországon fokozottan védett!
- Polyommatus
  - barna bundásboglárka (Polyommatus admetusEsper, 1783)
  - csillogó boglárkalepke (Polyommatus amandus Schneider, 1792)
  - égszínkék boglárka (Polyommatus bellargus Rottemburg, 1775)
  - ezüstkék boglárka (Polyommatus coridon Poda, 1761)
  - csíkos boglárka (Polyommatus damon Denis & Schiffermüller, 1775)
  - csipkés boglárka (Polyommatus daphnis Denis & Schiffermüller, 1775)
  - mezei boglárka (Polyommatus dorylas  Denis & Schiffermüller, 1775)
  - közönséges boglárka (Polyommatus icarus Rottemburg, 1775)
  - aprószemes boglárka (Polyommatus semiargus Rottemburg, 1775)
  - ibolyaszín boglárka (Polyommatus thersites Cantener, 1835)
- Praephilotes
- Prosotas
- Pseudochrysops
- Pseudolucia
- Pseudonacaduba
- Pseudophilotes
- Pseudothecla
- Pseudozizeeria
- Psychonotis
- Ptox
- Rhinelephas
- Rueckbeilia
- Rysops
- Sahulana
- Sancterila
- Scolitantides
  - szemes boglárka (Scolitantides orion Pallas, 1771)
  - apró boglárka (Scolitantides schiffermuelleri (=vicrama) Hemming, 1929)
- Shijimia
- Sidima
- Sinia
- Subsolanoides
- Syntarucoides
- Talicada
- Tartesa
- Tarucus
- Thaumaina
- Theclinesthes
- Thermoniphas
- Tongeia
- Turanana
- Tuxentius
- Udara
- Una
- Upolampes
- Uranobothria
- Uranothauma
- Zintha
- Zizeeria
- Zizina
- Zizula